# Gare de Langeac
La gare de Langeac est une gare ferroviaire française de la ligne de Saint-Germain-des-Fossés à Nîmes-Courbessac (dite aussi ligne des Cévennes). Elle est située à 200 mètres du centre-ville de Langeac, dans le département de la Haute-Loire en région Auvergne-Rhône-Alpes.
Elle est mise en service en 1866 par la Compagnie des chemins de fer de Paris à Lyon et à la Méditerranée (PLM). C'est une gare de la Société nationale des chemins de fer français (SNCF), desservie par des trains TER Auvergne-Rhône-Alpes, et ouverte au service Fret SNCF.

## Situation ferroviaire
Établie à 515 m d'altitude, la gare de Langeac est située au point kilométrique (PK) 520,534 de la ligne de Saint-Germain-des-Fossés à Nîmes-Courbessac, entre les gares ouvertes de Saint-Georges-d'Aurac et de Monistrol-d'Allier. 

## Histoire

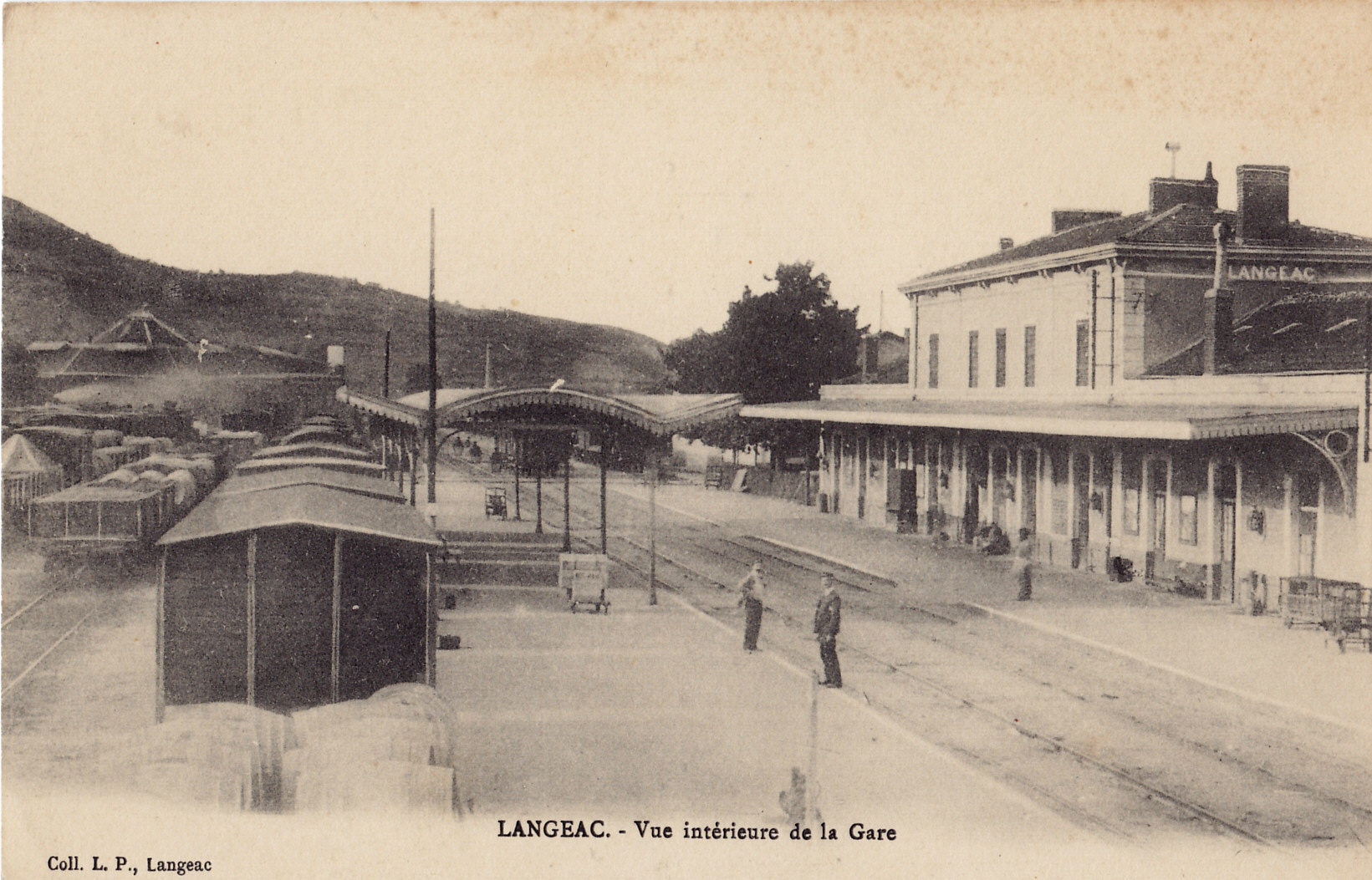
La gare au début du XXe siècle.
On distingue la toiture de la rotonde à gauche du cliché.

La gare de Langeac est mise en service lors de l'ouverture des sections de Brioude à Saint Georges d'Aurac et de Saint Georges d'Aurac à Langeac par la Compagnie des chemins de fer de Paris à Lyon et à la Méditerranée (PLM), le 10 décembre 1866. Le PLM installe également un dépôt avec une rotonde pour les locomotives et d'autres installations pour loger ses employés.
La section suivante de Langeac à Villefort est mise en service le 16 mai 1870 par le PLM.
Elle figure dans la nomenclature 1911 des gares, stations et haltes, de la Compagnie des chemins de fer de Paris à Lyon et à la Méditerranée, sous le nom de Langeac. Elle porte le no 24 de la section Moret-Les-Sablons à Nimes (suite) et le no 3 de la section de Langeac à Saint-Étienne. C'est une gare : qui peut expédier et recevoir des dépêches privées ; qui est ouverte au service complet de la grande vitesse (GV) et de la petite vitesse (PV).

## Service des voyageurs

### Accueil
Gare SNCF, elle dispose d'un bâtiment voyageurs, avec guichet, ouvert tous les jours. 

### Desserte
Langeac est desservie par des trains TER Auvergne-Rhône-Alpes, qui effectuent des missions entre les gares de Clermont-Ferrand et de Nîmes.

### Intermodalité
Un parking pour les véhicules est aménagé. La gare est desservie par les cars TER Auvergne-Rhône-Alpes de la ligne 26.

## Service des marchandises
La gare de Langeac est ouverte au service du fret (uniquement train massif en gare).